# Хамди Илиязов
Хамди Мехмедов Илиязов е български бизнесмен, политик и бивш борец, областен председател на ДПС в Търговище.
През 2009 г. в предаването „Темата на Нова“ по Нова телевизия е обвинен за незаконно отнемане на язовир Черковна. През 2010 г. Районният съд в Търговище му налага глоба от 700 лв., като по делото, свързано с построената на язовира вила с барбекю.
През декември 2016 година срещу него е подаден сигнал до Комисията за предотвратяване и установяване на конфликт на интереси, по случай предлагането и избирането му за „почетен гражданин на Търговище“.

## Биография
Хамди Илиязов е роден на 1 януари 1956 г. в село Съединение (област Търговище). Завършва средното си образование в СПТУ по машиностроене в Търговище, а през 1980 г. завършва „Електронно изчислителна техника“ в ПГЕЕ „М. В. Ломоносов“ в Горна Оряховица.
В младежките си години получава отличия и медали по борба, като през 1974 г. е републикански шампион по свободна борба на шампионата в Хасково. Участва в международни турнири в Румъния, Полша, Северна Корея. От 1974 г. служи в спортна школа по свободна борба „ЦСКА“, а от 1975 г. в „Тракия“.
През 2016 година, по случай 60–тия си рожден ден открива джамия кръстена на негово име в село Разбойна, като на откриването ѝ присъстват около 4000 души, предимно активисти на ДПС и гости от Турция.

### Политическа дейност
На местните избори през 1995 г. е избран за общински съветник от ДПС в община Търговище.
На местните избори през 2003 г. е избран за общински съветник от ДПС в община Търговище.
На местните избори през 2007 г. е избран за общински съветник от ДПС в община Търговище.
На местните избори през 2019 г. е кандидат на ДПС за кмет на Търговище. На първи тур от изборите получава 10 693 гласа (37,36%) и се явява на балотаж. На втори тур от изборите получава 7032 гласа (29,27%).
През октомври 2020 г. е избран за седми път като областен председател на ДПС в Търговище.

### Бизнес
Хамди Илиязов е собственик на фирма „Лора X“, в сферата на търговията.
След влаковият инцидент в село Хитрино през 2016 г., чрез проведен конкурс неговата фирма е избрана да доставя храна за пострадалите. Средствата са платени от дарителската сметка, набирана чрез Българския червен кръст. В сметката постъпват над 2 млн. лв., но от тях са изразходвани само 160 хиляди, предвидени за топъл обяд на хората в Хитрино през зимата.